# David González (poeta)
David González (San Andrés de los Tacones, Gijón, 1964 - Gijón, 6 de febrero de 2023) fue un poeta español.

## Biografía
Nacido en el seno de una familia trabajadora, creció en Cimadevilla, barrio histórico gijonés. En su infancia le ingresan en el colegio público Honesto Batalón.
Para alejarlo de las malas compañías del vecindario, sus padres lo matricularon en el colegio jesuita de la Inmaculada. Con diecinueve años, participó en un atraco a una sucursal bancaria, por lo que pasó tres años en la prisión del Coto y en la antigua cárcel Modelo de Oviedo. En la cárcel, descubrió su vocación poética, unos versos que son «autobiográficos y viscerales». Su segunda obra Nebraska no sirve para nada fue muy elogiada por Roger Wolfe, quien lo entrevistó para el periódico El Mundo. En los años 1990 se embulló de poesía norteamericana; la que más le ha influido. Fue director de la colección de poesía Zigurat, publicada por el Ateneo Obrero de Gijón. Participó asiduamente en el encuentro anual de poesía Voces del extremo, auspiciado por su amigo, el poeta e historiador Antonio Orihuela. Su poesía ha sido traducida al húngaro, al inglés, al portugués, árabe y alemán.[cita requerida]
Profesionalmente, ha sido obrero metalúrgico, en Ensidesa, un trabajo que le asqueaba y que prefirió dejar para dedicarse por completo a la creación literaria.[cita requerida] En 2014 presentó en la librería gijonesa La Buena Letra, su poemario El lenguaje de los puños (una antología personal), siendo acompañado por Ana Vanessa Gutiérrez.
En octubre de 2015 agredió con un paraguas a dos agentes de policía, siendo condenado a una indemnización de 640 €.
En mayo de 2016 fue entrevistado por Víctor Lenore para El Confidencial, quien calificó a González como «escritor de culto». En la entrevista, el poeta, en paro, enfermo de diabetes y a punto de volver a entrar en prisión, manifestaba tendencias suicidas, o al menos derrotistas.[cita requerida]
Sobre su vida y obra se ha rodado el documental Vocación de perdedor (2018) de César Tamargo. El 25 de julio de 2018 se estrenó el documental, dentro del ciclo de poesía Agosto Clandestino. El filme se estrenó en la Filmoteca Regional Rafael Azcona de Logroño (La Rioja). Ha sido numerosas veces antologado, como en El amor ya no es contemporáneo. Poemas y relatos (1997-2004) o en Disociados: antilogía (2013), donde figura junto a Roger Wolfe, Karmelo C. Iribarren y El Ángel «Álvarez».
Falleció de cáncer en Gijón, rodeado de sus seres queridos y sus libros, a la edad de 59 años.

## Estilo
Sus mayores influencias o escritores más admirados son Louis-Ferdinand Céline, Raymond Carver, Arthur Rimbaud, Charles Bukowski, John Fante, Henry Miller, la generación beat y Antonio Gamoneda.[cita requerida]
De estilo «quinqui» y muy aficionado a drogas, alcohol, antros y discotecas. Su estilo ha sido comparado con el del realismo sucio. El cantautor Nacho Vegas define así su estilo: «crudo y tierno a un tiempo, marcado por experiencias vitales de las que te obligan a vomitar las cosas si no quieres morir ahogado en ellas: su paso por la cárcel, la vida imposible en una ciudad deprimida y el desencanto vital...». La periodista, poeta y colaboradora de La Nueva España, Ana Vega, ha glosado y elogiado su poemario Si te echan mano al cuello. Califica a su autor de «alma inquieta, francotirador de la palabra que plasma lecciones aprendidas del golpe, pensamientos que llegan tras la caída».
El cantautor asturiano Toli Morilla ha destacado la manera en que González capta en sus poemas el espíritu de Cimadevilla (barrio perteneciente al casco antiguo de Gijón, Asturias). Del mismo modo, la cantante alemana Fee Reega ha musicalizado uno de sus poemas.

## Obras
- Ojo de buey, cuchillo y tijera (1993)
- Nebraska no sirve para nada
- El demonio te coma las orejas (1997), elogiada por Isla Correyero, quien afirmó: «No puedo imaginar la última narrativa española, o la poesía joven, sin este autor ególatra, infantil y cínico que, como Jim Carroll, se quedó en los diecisiete años jugando a autodestruirse, autodestruyéndose».[10]
- Sembrando hogueras (Bartleby Editores, 2001)
- Anda hombre, levántate de ti (Bartleby Editores, 2004)
- Reza lo que sepas (2006)
- Algo que declarar (Bartleby Editores, 2007)
- En las tierras de Goliat (2008)
- Loser (Bartleby Editores, 2009)
- Lo que se puede contar (2019)
- La manera de recogerse el pelo. Generación blogger (Bartleby Editores, 2010)
- El día en que Peter Pan empezó a envejecer (2011), con Suko Susana
- La carretera roja (2012)
- No hay tiempo para libros. (Nadie a salvo) (Origami, 2012)
- Campanas de Etiopía (Origami, 2015)
- De todo corazón (2015)
- Si te echan mano al cuello, encontrarán la soga (2016)[11]
- Siguiendo los pasos del hombre que se fue
- Kiepenkerl
- Los equilibristas (2021)
- Gentes del bronce (2021)
- La canción de la luciérnaga (2023)